# Aros Congress Center

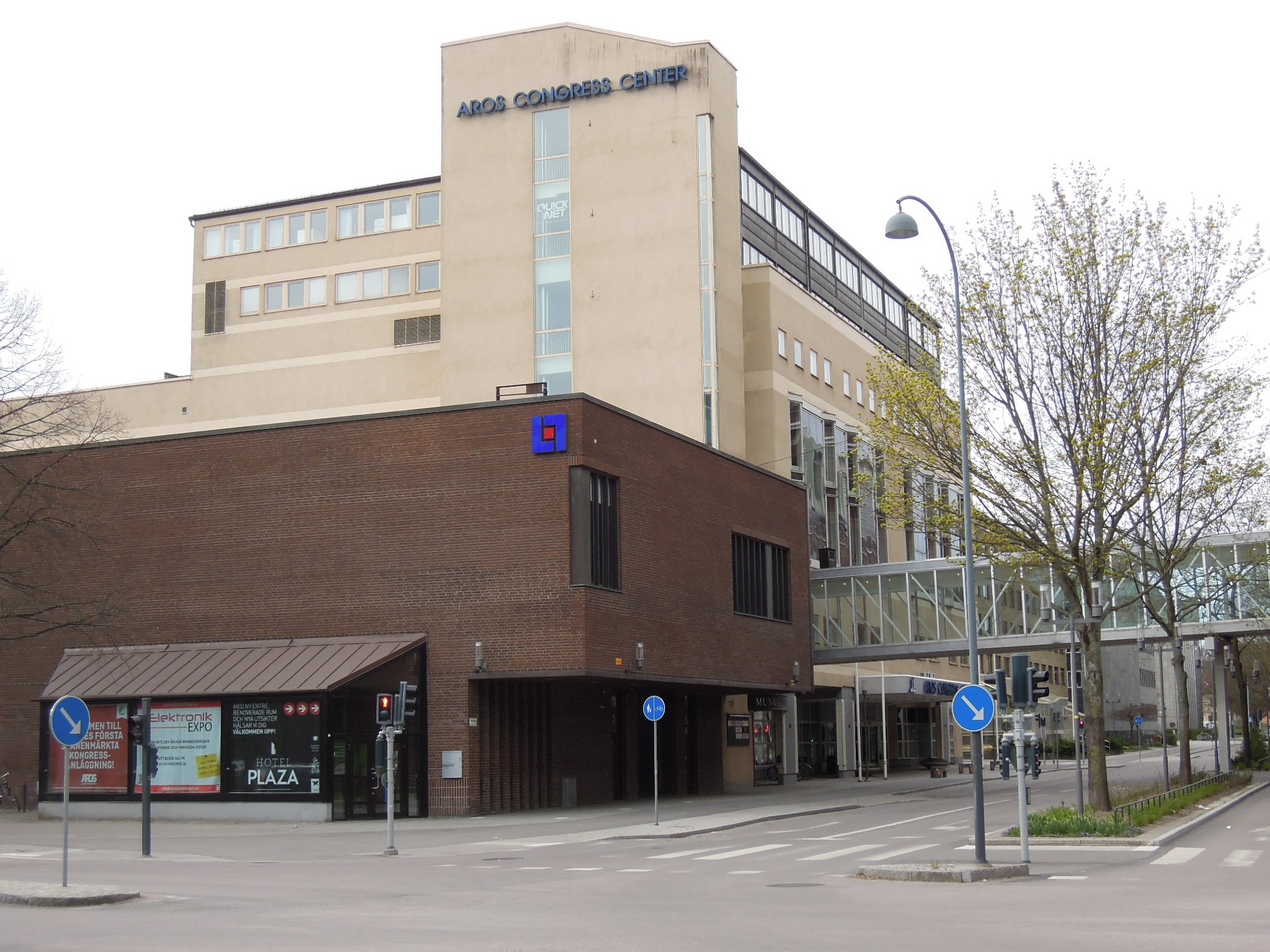
Aros Congress center.

Aros Congress Center är ett konferenscenter vid Vasaparken i centrala Västerås. 
Centret innefattar tre byggnader, däribland Västerås konserthus, och den sammanlagda lokalytan är drygt 24 000 kvadratmeter.   Konferensbyggnaden inrymmer 40-talet salar och rum, evenemangshall och restauranger. Den stora salen rymmer 1 007 personer. Anläggningen ägs av Länsförsäkringar.

## Historik
Aros Congress Center stod klart inför Västerås 1 000-årsjubileum 1990. Fastigheten var på 9 000 kvadratmeter och ritades av Bertil Håkansson, HJS Arkitektkontor i Umeå. Maurica Holland var ansvarig inredningsarkitekt. År 1999 inleddes nästa steg av centrets utvidgning, då den intilliggande äldre konferensanläggningen ABB Forum – ritad av Tengboms arkitekter och byggd 1969 – införlivades och byggdes om. År 2001 startade bygget av Västerås konserthus under ledning av den lokala arkitektfirman Archus Arosia och den 7 september 2002 invigdes slutligen denna tredje del av kungaparet.